# A Different Kind of Tension
Albums de Buzzcocks
Love Bites
(1978) Operators Manual
(1991)
A Different Kind of Tension est le troisième album des Buzzcocks, sorti en septembre 1979.

## Titres
| No  | Titre                                | Durée |
| --- | ------------------------------------ | ----- |
| 1.  | Paradise                             | 2:32  |
| 2.  | Sitting Aroun at Home                | 2:38  |
| 3.  | You Say You Don't Love Me            | 2:55  |
| 4.  | You Know You Can't Help It           | 2:22  |
| 5.  | Mad Mad Judy                         | 3:35  |
| 6.  | Raison d'être                        | 3:32  |
| 7.  | I Don't Know What To Do With My Life | 2:43  |
| 8.  | Money                                | 2:45  |
| 9.  | Hollow Inside                        | 4:46  |
| 10. | A Different Kind of Tension          | 4:39  |
| 11. | I Believe                            | 7:09  |
| 12. | Radio Nine                           | 0:41  |